# 广西开放大学
广西开放大学，是中华人民共和国的一所公办自治区属成人高等学校。该校位于广西壮族自治区南宁市。

## 校史
1979年1月，广西广播电视大学成立。该校在教育部的备案名为广西壮族自治区广播电视大学，简称广西电大。该校由广西壮族自治区人民政府举办，广西壮族自治区教育厅主管，业务上接受国家开放大学指导。
2020年12月8日，根据《国家开放大学综合改革方案》和《广西壮族自治区人民政府关于同意广西广播电视大学更名为广西开放大学的批复》（桂政函〔2020〕133号），广西广播电视大学正式更名为广西开放大学。广西开放大学作为国家开放大学的广西区域中心，统一纳入国家开放大学办学体系，业务接受国家开放大学的指导和管理。